# داحسية عربية
الداحسية العربية (الاسم العلمي: Paronychia arabica) هي نوع من النباتات تتبع جنس الداحسية من الفصيلة القرنفلية.
النبات واطن في الجزيرة العربية وبلاد الشام ومصر والمغرب العربي. 